# Cebu

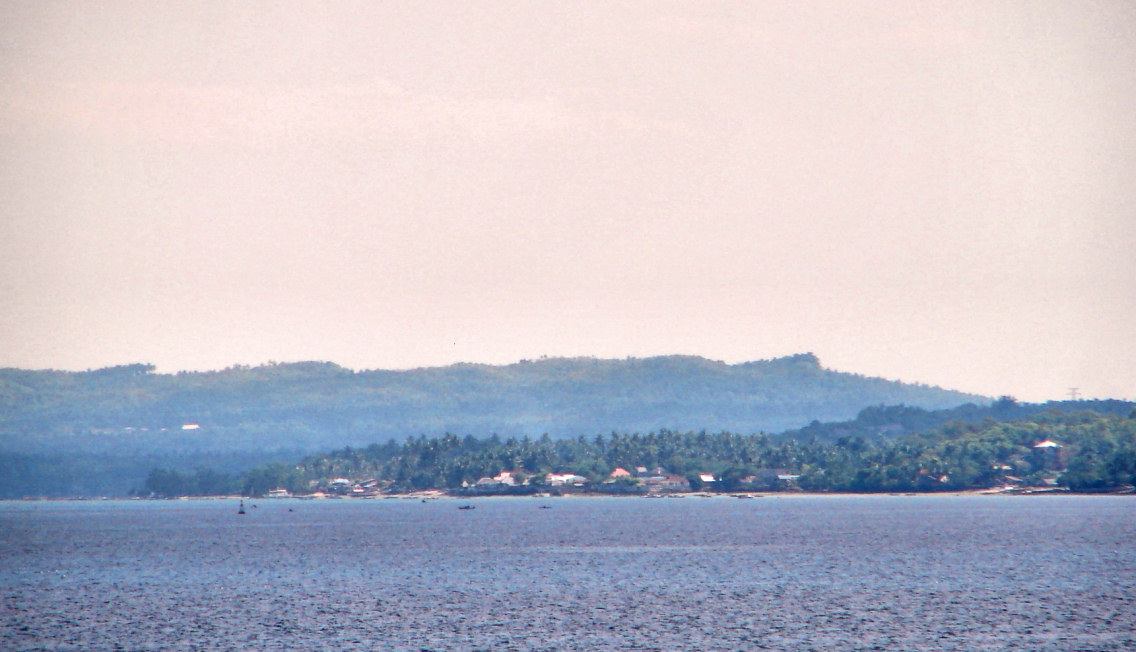
Maya Daanbantayan, den nordligaste punkten på ön Cebu.

Provinsens läge i Filippinerna

Cebu är en ö och provins i Filippinerna. Den ligger i regionen Centrala Visayas och provinsen består av ön Cebu samt ett antal mindre öar, däribland Mactan och Malapascua. Provinsen är indelad i 47 kommuner och 6 städer och har 3 867 700 invånare (2006) på en yta av 5 088 km². Den långsmala ön (225 km lång och 4 468 km² stor) är bergig med smala kustslätter, men är trots detta mycket tätbefolkad, med över 700 invånare per km².
Cebu City är administrativ huvudort. De andra städerna i provinsen är Danao City, Lapu-Lapu City, Mandaue City, Talisay City och Toledo City, men Lapu-Lapu, Mandaue, och Talisay är att betrakta som kranskommuner inom storstadsområdet Cebu City. Lapu-Lapu City ligger på ön Mactan, övriga ligger på ön Cebu.